# Свешников, Мефодий Наумович
Мефо́дий Нау́мович Све́шников (12 августа 1911, Нижегородская губерния — 18 декабря 1981) — советский государственный деятель, председатель правления Госбанка СССР (1969—76 гг.).

## Биография
Родился в крестьянской семье. В 1925—1929 годах работал табельщиком и счетоводом на предприятиях. В 1929 перешёл на работу в банковскую систему. В 1929—1930 годах был счетоводом в Уральской краевой конторе Всекомбанка. В 1930—1937 годах М. Н. Свешников служил главным бухгалтером, а затем управляющим в отделениях Государственного банка СССР в Свердловской области. В 1937—1939 годах был секретарём Чернушинского райкома ВЛКСМ.
В 1938 перешёл на работу в Свердловскую областную контору Государственного банка СССР. В 1938—1939 годах был в ней директором сектора денежного обращения. В 1939 году вступил в ВКП(б). В 1939—1940 годах учился во Всесоюзной финансовой академии. В 1940 году Свешников был переведён в Центральный аппарат Правления Государственного банка СССР на должность начальника управления. Во время войны в 1945 году поступил и в том же году окончил Заочный финансово-экономический институт (ныне Финансовый университет при Правительстве Российской Федерации) по специальности «Денежное обращение и кредит». В 1946 году стал членом Правления Госбанка, управляющим Казахской республиканской конторой Государственного банка СССР. В 1948—1957 годах — Заместитель Председателя правления, член Правления Государственного банка СССР. В 1957—1960 годах — член Правления и начальник Управления иностранных операций Правления Государственного банка СССР. В 1960—1969 годах — председатель Внешторгбанка, Заместитель Председателя Правления Госбанка СССР. В 1969—1976 — Председатель Правления Государственного банка СССР.
Депутат Верховного Совета СССР с 1969 по 1976 годы. Некоторое время преподавал в Московском финансовом институте.
Похоронен на Кунцевском кладбище.

### Семья
Мефодий Наумович Свешников имел двух братьев и двух сестёр:
- старший брат, Григорий — инженер на Уральском труболитейном заводе (город Каменск-Уральский),
- младший, Иосиф — инженер, начальник отдела кадров управления малых рек в управлении при Совете министров РСФСР,
- старшая сестра, Татьяна — глава поселкового совета станции Навашино (Горьковской области),
- младшая, Мария — находилась на иждивении мужа.

Был женат на Александре Андреевне Устюговой, у них есть дочь Генриетта.

## Награды
- Был награждён орденами Ленина, Трудового Красного Знамени (дважды) и Октябрьской Революции.
- Также был награждён медалями, в числе которых «За трудовую доблесть», «За доблестный труд в Великой Отечественной войне 1941—1945 гг.», «За оборону Москвы», «За доблестный труд. В ознаменование 100-летия со дня рождения В. И. Ленина», «В память 800-летия Москвы»; был удостоен знака «Отличник Госбанка».